# Yair Jaén
Yair Jaén (Ciudad de Panamá, Panamá; 16 de marzo de 1997) es un futbolista panameño. Juega de centrocampista y su equipo actual es el Tauro FC de la Primera División de Panamá.

## Trayectoria

### Costa del Este
Con Costa del Este se consagró campeón del Ascenso LPF Clausura 2018 y logró el ascenso a la Primera División de Panamá, además fue nombrado mejor jugador de la final ante el CD Centenario. Su buena campaña lo hizo uno de los ganadores del Premio Rommel Fernández de la temporada 2017-18.
Ya en primera, en la temporada 2019 se coronó campeón del Torneo de Copa  junto al Costa del Este, derrotando al Club Deportivo Universitario en la tanda de penaltis.

### San Diego Loyal SC
El 14 de enero de 2020 fichó por el San Diego Loyal SC, nueva franquicia de la USL Championship.

## Selección nacional
Jaén es seleccionado a nivel juvenil por la selección de Panamá. Fue parte del plantel sub-20 de Panamá que disputó el Campeonato Sub-20 de la Concacaf de 2017.
Debutó con la selección mayor el 29 de enero de 2021 en el partido amistoso contra Serbia en el Estadio Rommel Fernández, dicho partido finalizó 0-0.

### Participaciones en selección nacional
| Copa                   | Categoría | Sede       | Resultado             | Partidos | Goles |
| ---------------------- | --------- | ---------- | --------------------- | -------- | ----- |
| Campeonato Sub-20 2017 | Sub-20    | Costa Rica | Fase de clasificación | 5        | 0     |

## Clubes
| Club               | País           | Año       |
| ------------------ | -------------- | --------- |
| Atlético Nacional  | Panamá         | 2015-2016 |
| Costa del Este     | Panamá         | 2016-17   |
| Independiente      | Panamá         | 2017-2018 |
| Costa del Este     | Panamá         | 2018-2019 |
| San Diego Loyal    | Estados Unidos | 2020      |
| Costa del Este     | Panamá         | 2020      |
| Deportivo del Este | Panamá         | 2021      |
| AD San Carlos      | Costa Rica     | 2021-2022 |
| Potros del Este    | Panamá         | 2023      |
| Tauro FC           | Panamá         | 2023-Act. |

## Palmarés

### Títulos nacionales
| Título          | Club           | País   | Año      |
| --------------- | -------------- | ------ | -------- |
| Torneo de Copa  | Costa del Este | Panamá | 2018-19  |
| Liga de Ascenso | Costa del Este | Panamá | Cl. 2018 |